# Golmud
Golmud (mongolski: ᠭᠤᠤᠯᠮᠤᠳ, Голмуд; što znači „Rijeke”), poznat i kao Geermu (kineski: 格尔木; pinyin: Ge'ermu) i Nagormo (tibetanski: ན་གོར་མོ་; Na-gor-mo), je grad-okrug u Haixi mongolskoj i tibetanskoj autonomnoj prefekturi u provinciji Qinghai Kine. Golmud je drugi po veličini grad u pokrajini i treći po veličini na tibetanskoj visoravni (nakon Xininga i Lhase).

## Zemljopis
Golmud pokriva područje od 124.500 km², što uključuje urbano područje od 72 km². Grad se nalazi u središnjem južnom dijelu bazena Qaidam na visini od 2809 metara nadmorske visine, a oko grada se nalazi više od 20 slanih jezera različite veličine. Jezero Qarhan, sjeveroistočno od Golmuda, ima površinu od 5.856 kvadratnih kilometara, te je najveće kontinentalno slano jezero na svijetu.
Okrug Golmud je fizički podijeljen na dvije cjeline između kojih je smještena Yushu tibetska autonomna prefektura (玉树藏族自治州). Okrug se sastoji od podokruga (pod-distrikta): Kunlunlu (昆仑路街道), Jinfenglu (金峰路街道), Hexi (河西街道), Huanghelu (黄河路街道), Xizanglu (西藏路街道), gradova Tanggula (གདང་ ལ་, 唐古拉镇) i Guole Mude (郭勒木德镇), te naselja Wutu Meiren (乌图美仁乡) i Dagele (大格勒乡). Grad Tanggulashan (唐古拉山镇, གདང་ལ་གྲོང་རྡལ།; tj. „Planinski grad Tanggula”) čini južnu enklavu okruga Golmud, a dijelom je upravljan iz Autonomne regije Tibet, a dijelom Yushuu, te je jedini grad u Kini koji pripada trima okruzima.

## Povijest
Ovo područje je pripadalo narodu Qiang. Koncem dinastije Jin u 5. st., ovim područjem je zavladao klan Tuyuhun koji je stvorio moćnu državu Tuyun. God. 663., Tibetansko Carstvo je uništilo Tuyun, a njegov narod je postao nomadski narod Tubo.
Sredinom 13. stoljeća, car dinastije Yuan, Toghon Temür, težio je izravnom upravljanju tibetanskih područja, tj. Caidam bazena kao vojne krajine, protiv Timuridskog Carstva na zapadu.
Car dinastije Ming je krajem 1636. god. ovo područje prepustio mongolskom narodu Ojratima iz Xinjianga. Godine 1725. car Yongzheng iz dinastije Qing izravno je vladao mongolsko-tibetanskim područjem, a različitim djelovima Qinghaija vladalo je 29 nomadskih plemena.
Nakon uspostave Republike Kine, od 1946. god., Golmud se nalazio u nadležnosti županije Dulan. Od 1949. Komunistička partija Kine kontrolirala je većinu provincije Qinghai, a od 1954. formalno je uspostavljena Narodna vlada Kazahstanske autonomne regije Altun Quk Haixi. Dana, 1. ožujka 1956. osnovan je Radni odbor Golmuda kao vodeće tijelo na razini županije, koja je 27. ožujka 1966. promijenila ime u okrug Golmud. Grad Golmud osnovan je 14. lipnja 1980. godine. God. 1989. grad je zadesila zlatna groznica, poznata kao „Zlatna oluja Germua” koja je transformirala grad.

## Stanovništvo
Godine 1999. ukupni broj stanovnika u području Golmud se procjenjivao na 200.000, a sam grad je imao 130.000 stanovnika. Prema popisu iz 2010. godine Golmud je imao 215.214 stanovnika, što čini 1,74 stanovnika na km². God. 2017. broj kućanstava u gradu Golmudu bio je 50.933, s ukupnim brojem stanovnika od 137.570, a broj stanovnika u okrugu je bio 240.494. Stanovništvo čine Han Kinezi 69,82%, a manjinsko stanovništvo (30,18%) su: Mongoli 1,77%, Tibetanci 4,20%, Huej 20,34%, Tui 1,53%, Salari 1,02%, ostale manjine 1,32%.

## Gospodarstvo
Zahvaljujući svojoj lokaciji, Golmud se koristi bogatstvom prirodnih resursa iz obližnjih slanih jezera. Tako su nastale industrije koje koriste kemikalije iz slanih jezera. Resursi iz slanog jezera Qarham se procjenjuju na vrijednost od preko 15 bilijuna yuana. Jezero je najvažniji kineski izvor natrija, magnezija i soli. Golmud također posjeduje rezerve prirodnog plina koje se procjenjuju na 1 bilijun m³, isto kao i preko 50 različitih minerala kao što su zlato, bakar, žad, drago kamenje, olovo i cink. 
Ostale važne industrije u Golmudu uključuju petrokemijsku, rafinerije nafte i polja plina. 
Statistike za 2001. godine pokazuju da je grad imao nominalni godišnji BDP od 2,213 milijardi yuana, što iznosi porast od 31,9% u odnosu na prethodnu godinu i najviši rast od 1990. 
Golmud Kunlun zona ekonomskog razvoja, s površinom od 28 km², sagrađena je 1992. Golmud planira postati "Kineski Salt Lake City" ,   Arhivirana inačica izvorne stranice od 10. ožujka 2007. (Wayback Machine).

## Prijevoz
Golmud leži na QingZangu, 1956-km dugoj željezničkoj pruzi koja počinje u Xiningu i završava u Lhasi. Dionica između Golmuda i Lhase od 1,142 km bila je najduža i zahtijevala najveće napore prije dovršetka. Nakon pet godina izgradnje, prvi vlak za Lhasu je napustio Golmud 1. srpnja 2006.
Cesta Golmud-Lhasa, koja ima 1.050 km dužine, je dio 1.930km duge autoceste Qinghai-Tibet koja spaja Xining i Lhasu.

## Zbratimljeni gradovi
- Bharatpur  Nepal
- Dobrič  Bugarska
- Kiryat Malakhi  Izrael